# 李明德 (元朝)
李明德（？—1354年），元朝瑞州路上高县（今江西省上高县）人。
李明德读书有志气节操，孝行十分笃实。至正十四年（1354年），反元军攻克袁州，随后抄掠上高县。其父被士兵抓住，将要被杀死，李明德哭着对他们说：“儿子难道不能代替父亲吗，愿你不要伤害我父亲了。”士兵于是杀李明德，而免其父，其父以高寿终年。